# 雲林定遠電臺
23°43′29.9″N 120°25′01.4″E / 23.724972°N 120.417056°E
中央廣播電臺虎尾分臺，又稱定遠電台，是位於台灣雲林縣虎尾鎮的短波電台站，1972年美軍駐台時建立，後移交中華民國國軍，之後輾轉移交中央廣播電台。在冷戰時期，此電台與臺南天馬電臺負責對大陸地區的短波廣播，具歷史及戰略價值。中華人民共和國政府多年來都希望取得兩分台短波天線方位，以便電波干擾蓋台。

## 歷史
1967年，為了配合美軍全球戰略所需、以及擴大中央廣播電臺對中國大陸都會區與邊境地區廣播，中華民國政府與美國政府協議自1969年起實施「定遠計畫」，規定美國方面提供短波廣播設備、中華民國方面提供土地。1969年，中國國民黨中央委員會向空軍總司令部預訓部接洽，借用虎尾空軍基地23公頃土地，籌建中央廣播電臺虎尾分臺。1972年3月，中央廣播電臺虎尾分臺竣工，是央廣第四座分臺，此後被稱為定遠電台。1972年5月20日，定遠電台啟用美國政府提供之四部100千瓦短波發射機、八付高增益幕型天線，開始對中國大陸廣播。中華民國與美國斷交後，駐台美軍將定遠電台移交中華民國國軍，之後輾轉交給央廣。1979年1月，央廣實施「前鋒計畫」，在定遠電台加裝一部300千瓦短波發射機；1980年7月1日完工。1998年，央廣改制成財團法人，中華民國憲兵撤除定遠電台駐軍。
2001年，台灣高鐵雲林車站特定區開發計畫將定遠電台土地納入特定區；2005年，行政院政務委員陳其邁主持行政院跨部會會議，決議將央廣分台整併案列為國家重大政策計畫執行。2011年2月23日，行政院核定通過進行央廣分台整併。
2013年，雲林縣政府文化處召開雲林縣文化資產審議委員會，委員建議定遠電台登錄雲林縣文化景觀，但尚未完成審議。2013年4月24日，央廣虎尾分台分台長張彥男表示，定遠電台鄰近台灣高鐵雲林車站特定區，所發射電波可能影響高鐵行車安全，加上大環境改變，央廣總台決定關閉定遠電台、將定遠電台相關業務移至褒忠分台與淡水分台，定遠電台土地移交雲林縣政府處置；同日，雲林縣政府文化處文化資產科表示，雲林縣文化資產審議委員會於2012年底經過討論，僅將定遠電台主體建物部分列為雲林縣歷史建築，委員現場會勘、討論後再決定是否全區保留。2013年7月1日，央廣開始拆除定遠電台轉播塔。
2014年3月7日，雲林縣政府地政處以怪手直接拆除定遠電台，引發爭議。

## 拆除爭議
美國眾議院共和黨議員吉姆·英霍夫、鮑伯·寇爾克、达纳·罗拉巴克對天馬電台與定遠電台的拆除表示關切。央廣認為，這兩個電台的功能可以移交其他分台，不會有任何影響。
2013年7月1日，希望之聲國際廣播電台指出，在整個2013年6月間，相關信件和關切，中華民國駐美國代表金溥聰均未送達馬英九總統處。2013年7月2日，前央廣董事楊憲宏發表聲明，認為中國共產黨在背後的脅迫及「中共在台代理人」的施壓才是關鍵。
2013年7月11日，中國國民黨中央委員會文化傳播委員會副主任委員殷瑋說：2001年，台灣高鐵雲林站特定區開發計畫納入定遠電台；2005年，時任行政院政務委員的陳其邁主持行政院跨部會會議，決議將央廣分台整併案列為國家重大政策計畫執行；現任民主進步黨立法委員的陳其邁等人卻以央廣分台整併案質疑「政府心中真的住著一名『警總』」，這顯示民主進步黨對國家政策毫無整體思維，民主進步黨不論如何都要罵，「陳其邁恐怕不會說自己心中『住著警總』吧！」

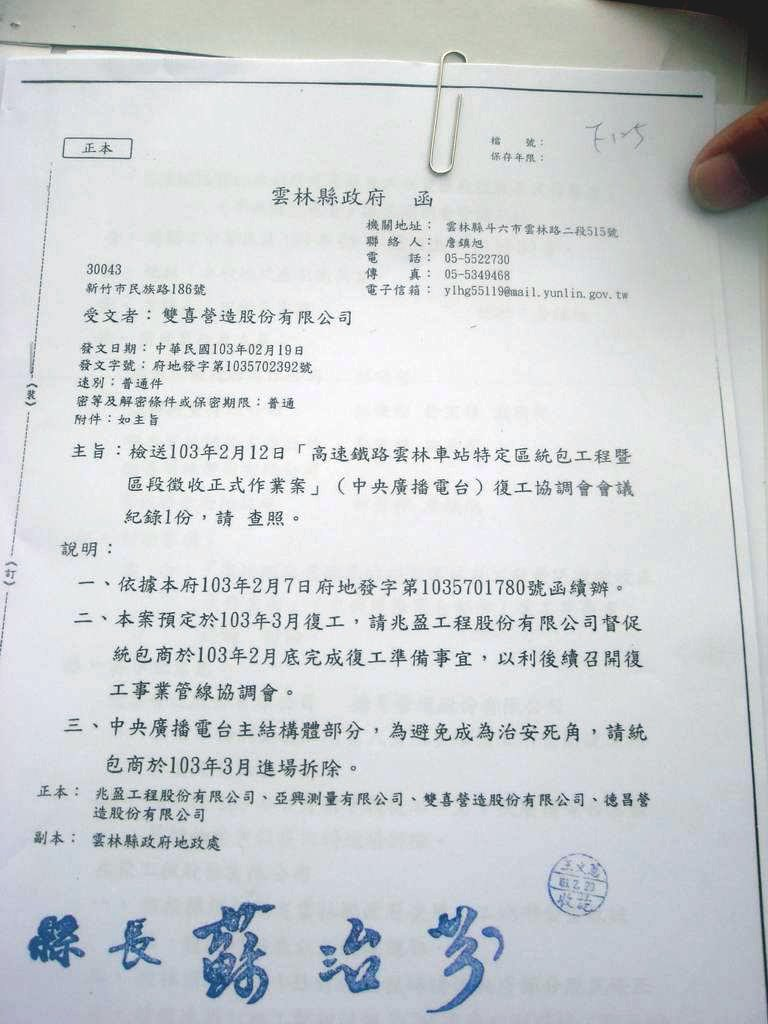
雲林縣政府發公文給台灣高鐵雲林車站特定區統包工程各統包商，請統包商於本年3月拆除定遠電台主結構體部分，以免「成為治安死角」。公文最後蓋印蘇治芬的簽字章。

2014年2月19日，雲林縣政府發公文給台灣高鐵雲林車站特定區統包工程各統包商，請各統包商於本年3月拆除定遠電台主結構體部分，以免「成為治安死角」。
2014年3月7日，雲林縣政府地政處未知會雲林縣政府文化處及地方人士，直接以怪手拆除定遠電台主建築旁宿舍區，引發爭議；人在日本的雲林縣縣長蘇治芬在參加東京國際食品展閉幕活動後，以越洋電話指示副縣長施克和確實執行以下裁示：
1. 地政處立即停止央廣園區內的拆除工作，含主體建物及其他未拆除建物，不得有誤。
2. 請雲林縣警察局於央廣園區內設置巡邏箱定時巡邏，落實安全維護。
3. 由副縣長於8日上午召集秘書長及相關單位主管召開緊急檢討會議後，向社會說明。[10]

2014年3月7日，由於2013年雲林農業博覽會宣傳標語為「用心預約未來」，雲林縣山線社區大學等雲林文史團體發布聲明稿抨擊，雲林縣政府因土地開發之經濟利益罔顧國防歷史保存之價值，把定遠電台拆到只剩一棟大廳，「這樣的縣府，如何『用心預約未來』？用怪手破壞歷史，留何物給下一代？」
2014年3月8日，雲林縣政府召開定遠電台被拆案檢討會，施克和代表雲林縣政府公開道歉；施克和說，保留定遠電台主建物文化資產審議程序尚未完成，雲林縣政府地政處未行文或口頭知會文化處，文化處未就保存範圍積極提出評估定案，事涉行政管理及執行疏失，由地政處會同人事處於一星期內提出調查檢討報告。同日，雲旭樓保存推動聯盟總召集人張妙祝說，在定遠電台即將被公告為法定文化資產之際，雲林縣政府地政處率先惡意偷拆定遠電台，這是對縣民最大羞辱；張妙祝諷刺，雲林縣政府才剛在雲林農業博覽會宣稱捍衛人與土地的關係，雲林農業博覽會閉幕後只剩赤裸裸的土地開發利益。
2014年3月12日，雲林縣政府文化處處長劉銓芝會同雲林縣文化資產審議委員會委員陳太農、陳柏年、蘇明修及建築師甘銘源等人至定遠電台勘查，國立雲林科技大學文化資產維護學系及文化資產維護研究所20餘名學生到場要求定遠電台「原地保留」、「指定古蹟」、「成立央廣紀念園區」，劉銓芝稱已初步規畫定遠電台「原貌修復」、「新舊合併」、「廢墟紀念」。
2014年3月13日，蘇治芬與民主進步黨雲林縣縣長參選人李進勇、雲林縣政府地政處處長蘇瑞原、虎尾鎮鎮長林文彬等人至定遠電台勘查，看到定遠電台被拆得體無完膚，蘇治芬搖頭直說「太遺憾了」。同日，雲林縣政府表示，定遠電台現址位於「高速鐵路雲林車站特定區區段徵收案」區劃範圍內，範圍內土地於2005年與2006年進行分配、並於2007年進行土地點交，惟定遠電台範圍內未點交土地給地主，導致地主長期處於有權狀無土地的情況，地主權益未獲得妥善保障。
2014年3月17日，雲林縣政府公布定遠電台初步保存方案之重點：
1. 保存範圍涵蓋電台主體建築、憲兵宿舍等附屬建築之範圍，共計約2公頃，將立即進行文化資產之保存。
2. 保存範圍將進行可行性規劃及廣徵社會意見。
3. 保存範圍內所涉及之五筆土地將進行都市計畫專案變更，預計將現況之住宅區變更為公共設施用地。[18]

2014年3月23日，蘇治芬說，定遠電台保存範圍將由雲林縣政府文化處加緊推動文化資產保存登錄等作業，並廣徵民間團體及社會意見，對保存範圍進行可行性規劃。
2014年3月25日，雲林縣政府公告，定遠電台以「雲林縣虎尾鎮中央廣播電臺虎尾分臺文化景觀」名義登錄為雲林縣文化景觀。同日，民主進步黨雲林縣議員蔡秋敏表示，定遠電台不能被拆得不明不白，她要求雲林縣政府地政處把定遠電台拆除的行政程序公文全部送交雲林縣議會；中國國民黨雲林縣議員李明哲質疑，雲林縣政府哪一個公務員敢在無高層默許下大膽逕行拆除雲林縣政府文化處要保留的文化景觀，他能理解雲林縣政府基於財政問題不得不拆除定遠電台，但希望雲林縣政府「做事能光明正大」。同日，雲林縣政府地政處處長蘇瑞元說，定遠電台早在2003年就劃入台灣高鐵雲林車站特定區都市計畫範圍內，2005年就該動工拆除，但因地上物補償問題而拖到2009年雲林縣政府勝訴，2013年底央廣搬遷並交還定遠電台土地，雲林縣政府需要標售土地以取得現金。同日，蘇治芬說，定遠電台因雲林縣政府內部協調出問題而被拆，她感到相當抱歉，將透過都市計畫專案變更，保留主體建築與憲兵宿舍等2公頃範圍，列入文化資產保存；而她發現定遠電台拆除的行政程序公文有兩顆關鍵印章是蘇瑞元與雲林縣政府秘書長許義豐所蓋，蘇瑞元與許義豐將被移送雲林縣政府考績委員會處置。
2014年9月11日，數十名雲林學子組成的青年文化團體「凌雲club」到定遠電台前演行動劇指雲林縣政府未保護文化資產、更沒追究定遠電台被拆案過失人員，並宣布自行做的民調指半數網友認為定遠電台被拆是蘇治芬的錯；凌雲club發言人董書瑄說，本月4日凌雲club至定遠電台實地勘查，發覺定遠電台保留案沒進展，整個電台被鐵皮包圍，甚至有工程車出入；雲林縣政府文化處處長劉銓芝表示，本年3月25日已完成定遠電台文化景觀公告範圍2公頃，本年7月爭取定遠電台園區規劃設計費，規劃設計費現在核定中。
2014年11月20日，審計部臺灣省雲林縣審計室將定遠電台被拆案陳報監察院。2015年4月17日，監察院公告糾正雲林縣政府。

## 外部連結
- 虎尾央廣事件聯盟